# Joaquim Domingues de Oliveira

Joaquim Domingues de Oliveira (Vila Nova de Gaia, Portugal, 4 décembre 1878 — Florianópolis, Brésil, 18 mai 1967) était un ecclésiastique catholique brésilien, archevêque de Florianópolis.
Deuxième évêque de Florianópolis de 1914 à 1967, il en fut également le premier archevêque, lors de l'élévation du diocèse au rang d'archidiocèse en 1927.
Né au Portugal, il s'établit au Brésil pendant son enfance, dans la ville de São Paulo.